# Gnorismomyia flavicornis
Gnorismomyia flavicornis är en tvåvingeart som beskrevs av Kertesz 1914. Gnorismomyia flavicornis ingår i släktet Gnorismomyia och familjen vapenflugor.
Artens utbredningsområde är Taiwan. Inga underarter finns listade i Catalogue of Life.